# Капетан Освета
Капетан Освета је епизода Мистер Ноа објављена у бр. 4. обновљене едиције Златне серије коју је покренуо Весели четвртак. Епизода је изашла 21.06.2018. год. Коштала је 350 dinara (3,42 $; 2,96 €). Свеска је имала 152 стране. Епизода Капетан Освета имала је 94 стране. Након ње налазио се 2. део епизоде Бес Апача стрипа Судија Бин (стр. 99-148). На почетку свеске налази се кратак текст Дарка Ђокића о Мистер Ноу (стр. 4).

## Оригинална епизода
Оригинална епизода под називом Capitan Vendetta објављена је у годишњем издању Almanacco del’ Avventura бр. 1, који је објављен 01.12.1993. Епизоду је нацртао Фабио Чивители, а сценарио написао Мауро Бозели. Насловну страну нацртао је Роберто Дизо.

## Кратак садржај
Година је 1956. Радња се дешава на северо-истоку Бразила. Мистер Но авионом превози фотомодел Луз. Услед квара на мотору, приморани су да слете близу места Жеремобаса. Убрзо у Жеремобао стижу кангасаироси капетана Вингансе, који жели да се освети за смрт оца Лабраеда, кога је пре неколико година убила полиција.